# Любен (Пловдивська область)
Лю́бен (болг. Любен) — село в Пловдивській області Болгарії. Входить до складу общини Сиєдиненіє.

## Населення
За даними перепису населення 2011 року у селі проживали 322 особи.
Національний склад населення села:
| Національність   | Кількість осіб | Відсоток |
| ---------------- | -------------- | -------- |
| болгари          | 252            | 79,7%    |
| цигани           | 61             | 19,3%    |
| турки            | 0              | 0%       |
| інша             | 3              | 0,9%     |
| не визначились   | 0              | 0%       |
| Всього відповіли | 316            |          |

Розподіл населення за віком у 2011 році:
Динаміка населення: